# Первухин, Михаил Георгиевич
Михаи́л Гео́ргиевич Перву́хин (1 [14] октября 1904, Юрюзанский Завод, Уфимская губерния — 22 июля 1978, Москва) — советский государственный, политический и военный деятель.
Первый заместитель Председателя Совета Министров СССР (1955—1957), член Президиума ЦК КПСС (с 1952 по 1957 год), генерал-лейтенант инженерно-технической службы, Герой Социалистического Труда.

## Биография
Родился в Юрюзанском Заводе Уфимской губернии в семье кузнеца, русский.
В 1911—1918 годах — ученик земской школы в Юрюзани.
14 июля 1919 года вступил в комсомол и был избран членом городского комитета комсомола г. Златоуста, ведет общественную работу, с августа по октябрь 1919 года — член комиссии по учёту и распределению брошенного имущества буржуазии в Златоусте, делегат губернской комсомольской конференции
С февраля по апрель 1920 года был слушателем курсов внешкольных инструкторов. С мая по октябрь 1920 года работал внешкольным инструктором районного отдела народного образования в Юрюзани, занимался организацией библиотек, кружков по борьбе с неграмотностью.
С сентября 1919 по июнь 1922 года учился в вечерней златоустовской школе 2-й ступени, был избиран секретарем комсомольской ячейки и председателем школьного комитета комсомола.
В 1919 году вступил в РКП(б).
С октября 1919 года по февраль 1920 года — экспедитор редакции газеты «Борьба», г Златоуст.
С октября по ноябрь 1920 года состоял в вооруженнном отряде по борьбе с бандами «зеленых» в районе Златоуста во время Гражданской войны на Южном Урале.
С января по ноябрь 1921 года — ответственный секретарь редакции газеты «Пролетарская мысль» (в прошлом газета «Борьба») в Златоусте.
С декабря 1921 года по апрель 1922 года — член Бюро Златоустовского уездного комитета комсомола, заведующий отделом политического просвещения и заместитель секретаря Златоустовского уездного комитета РКП(б).
С апреля по август 1922 года — технический секретарь Златоустовского уездного комитета РКП(б).
В августе 1922 года по путевке Златоустовского профсоюза металлистов на учёбе в Московском экономическом институте им. Карла Маркса (ныне — Российский экономически университет имени Г. В. Плеханова), где в октябре 1929 года окончил электропромышленный факультет по специальности «инженер-электрик».
С марта по декабрь 1928 года — стажер-конструктор Проектного отдела МОГЭС.

## Становление как руководителя энергетикой страны
С ноября 1929 года по май 1930 года — инженер теплового сектора МОГЭС.
С мая 1930 по декабрь 1932 года — начальник энергоцеха, главный механик завода, заместитель главного инженера управления капитального строительства машиностроительного завода «Баррикады» (город Сталинград).
С января по июль 1933 года старший инженер, с августа 1933 по май 1936 года начальник котельного цеха Каширской районной электростанции, внедряет рационализаторские предложения и разрабатывает новую технологию сжигания бурого угля, с её помощью Каширская ГРЭС стала лидером в стране по надежности и экономичности оборудования. На его примере Мосэнерго и Московский комитет ВКП(б) организовывают Всесоюзное стахановское движение рационализаторов на электростанциях и электросетях. За трудовые достижения на Каширской ГРЭС 7 июля 1935 года награждён орденом Трудового Красного Знамени.
С мая 1936 года по июнь 1937 года — директор Каширской районной электростанции.
С июня по сентябрь 1937 года — главный инженер и исполняющий обязанности начальника «Мосэнерго».
С сентября 1937 года по январь 1938 года начальник «Главэнерго» Народного Комиссариата тяжёлой промышленности СССР, с января 1938 года по июнь 1938 года заместитель Народного комиссара тяжёлой промышленности, с июня 1938 года по январь 1939 год Первый зместитель Народного комиссара тяжёлой промышленности.
С января 1939 года по апрель 1940 года — Народный комиссар электростанций и электропромышленности.
В марте 1939 года на XVIII съезде ВКП(б) года избран членом ЦК ВКП(б).
C мая 1940 года — заместитель председателя Совета Народных Комиссаров СССР и по-совместительству, председатель Совета по топливу и электрохозяйству при Совете Народных Комиссаров СССР. Осуществляет руководство электростанциями и электропромышленностью, подготовкой топливно-энергетического комплекса на случай войны, курирует разведку новых месторождений нефти и мероприятия по увеличению производства нефтепродуктов.

## Трудовой подвиг во время Великой Отечественной Войны
С 24 июня 1941 года — заместитель Председателя Совета по эвакуации при Совнаркоме СССР. Под его руководством с июля по декабрь 1941 г. перемещено из прифронтовой зоны 1523 промышленных предприятий на Урал, Поволжье, Западную Сибирь, Казахстан и Среднюю Азию. Организовывал снабжение перебазированных предприятий дополнительными источниками электроэнергии. На перебазированных предприятиях тяжелой промышленности в первой половине 1942 г. было выпущено около 10 тыс. самолётов и 54 тыс. орудий.
С 2 августа 1941 года — уполномоченный Государственного Комитета Обороны по Управлению военно-химической защиты РККА, занимался оснащением РККА снарядами с отравляющими веществами и средствами химической защиты, поскольку в ходе начала военных действий сохранялась вероятность применения химического оружия и отравляющих веществ противником.
В связи необходимостью срочного восстановления разрушенной в ходе военных действий химической промышленности 26 февраля 1942 года назначется по совместительству Народным комиссаром химической промышленности. Под руководством М. Г. Первухина выпуск химических продуктов, необходимых для военных нужд, был восстановлен к концу 1942 года, к 1946 году мощности всех химических предприятий и комбинатов выведены на довоенный уровнь, а к 1950 году превысили довоенный уровень в 2 раза.
```
«Как-то ночью во время работы в Кремле, звонит Поскребышев и говорит: «Позвоните Сталину». Я позвонил, И.В.Сталин сказал мне: «Мы решили назначить Вас Наркомом химической промышленности». Я ответил, что я инженер-энергетик, люблю эту отрасль, химию знаю плохо и мне будет трудно. Он говорит: «Вы хороший организатор, у Вас есть рука, а насчет любви, то большевик полюбит то дело, которое ему поручат». Итак, с февраля 1942 года до октября 1950 года мне пришлось руководить химической промышленностью. В январе 1950 года опять И.В.Сталин ночью мне позвонил и сказал: «Хватит Вам заниматься  химией, нужно другими делами заниматься». Меня вновь назначили Заместителем Председателя Совета Министров».
 
Из воспоминаний Первухина М.Г., Госплан СССР, 6 мая 1970г.
 
 
```

Постановлением Совета Народных Комиссаров СССР в 1944 году ему было присвоено воинское звание «генерал-лейтенант инженерно-технической службы».
С января 1950 года — одновременно: заместитель Председателя Совета Министров СССР, Председатель Бюро по химии и электростанциям при Совете Министров СССР.

## Хозяйственный руководитель атомного проекта
С 1942 года в качестве заместителя председателя Совета Народных Комиссаров СССР занимался созданием советской атомной бомбы, современники указывали на то, что атомный проект был отнесён к химической промышленности, наркомом которой в то время являлся М. Г. Первухин.

По указанию В. М. Молотова он разбирался в докладах разведывательных органов о графито-водных реакторах и способах выделения изотопа «Уран-235».
В сентябре-октябре 1942 г. я был в Совнаркоме, в Кремле, в своем кабинете. Мне позвонили: Вас просит Первый зам. Я зашел, и Молотов сказал: у нас есть сигналы наших ученых, которые беспокоятся, что работы по атомной физике в Советском Союзе прекращены ….. они обращаются к правительству и просят: несмотря на тяжелые годы войны, все-таки обратить внимание на эту проблему. ….. поговорите с учеными-физиками, которые знают это дело, которые им занимаются, и потом доложите.
Абрама Федоровича Иоффе я знал давно, поэтому обратился к нему с просьбой назвать, кто у них занимался этим делом. Он и назвал мне Курчатова и Алиханова и по вопросу разделения изотопов рекомендовал пригласить ещё Кикоина.
Когда я выслушал ученых, я понял, что дело очень серьёзное. И когда докладывал, то сказал, что считаю предложение ученых правильным и что нам нужно немедленно работы по атомной физике возобновлять. Руководители нашего государства сразу же приняли предложения ученых. Буквально через несколько дней нам поручили начать дело. И в дальнейшем, когда в процессе работы мы докладывали руководителям партии и правительства, нас очень внимательно слушали и вникали в каждый вопрос. 

 — из воспоминаний Первухина М. Г. Химия и жизнь. 1985, № 5,62-69
На основе подготовленных в конце 1942 М. Г. Первухиным совместно с И. В. Курчатовым предложений Государственный Комитет Обороны (ГКО) решением от 11 февраля 1943 года постановил возобновить работы в области ядерной физики для решения вопросов использования атомной энергии в мирных и военных целях. На М. Г. Первухина возлагались обязанности повседневного руководства материально-техническим обеспечением научных работ, научное руководство атомным проектом было поручено проводить И. В. Курчатову.
С 1943 по 20 августа 1945 год — главный хозяйственный руководитель создания советской атомной бомбы со стороны Совета Народных Комиссаров СССР.
Под его руководством  разработаны первые годовые планы по материально-техническому  обеспечению  научных работ атомного проекта. Организовал производство    урана. Совместно с И. В. Курчатовым организовал в   Покровское-Стрешнево г. Москвы научно-технический центр (Лаборатория № 2), где   был построен опытный уран-графитовый реактор. Он же обеспечил проведение работ по разведке новых урановых месторождений, организовал производство графита сверхвысокой частоты и строительство опытного реактора по производству тяжелой воды.
В апреле-мае 1945 года  М.Г. Первухин совместно с И.В.  Курчатовым обратились к Председателю ГКО И. В. Сталину с предложением о создании административного органа управления - Научно-технического совета с  широкими директивными полномочиями в  целях   привлечения  к решению атомной проблемы   всех необходимых   предприятий, организаций, научно-исследовательских институтов и конструкторских бюро, специалистов и ученых, не зависимо от их отраслевой принадлежности.
С 20 августа 1945 г. — заместитель председателя Специального комитета (по использованию атомной энергии) при ГКО. Остальные члены Спецкомитета: Л. П. Берия — председатель, Б. Л. Ванников — заместитель председателя, И. В. Курчатов — научный руководитель, Г. М. Маленков, А.П Завенягин, В. А. Махнев, Н. А. Вознесенский, П. Л. Капица.. (Постановление ГКО № 9887сс/оп от 20 августа 1945 г. «О Специальном комитете (по использованию атомной энергии) при ГКО»)
С 30 ноября 1945 г. — председатель Инженерно-технического совета при Специальном комитете. М. Г. Первухин является председателем секции № 1 Инженерно-технического совета по проектированию и сооружению завода № 817, где с 15 мая 1948 г. стал нарабатываться оружейный плутоний (современное Производственное объединение «Маяк»), научный руководитель работ — И. В. Курчатов.
М.Г. Первухин создавал завод № 813 (современный «Уральский электрохимический комбинат»), хотя ответственность за объект возлагалась на В. А. Малышева.
После объединения в апреле 1946 года Технического и Инженерно-технического советов при Специальном комитете  в Научно-технический совет Первого главного управления при Совете Министров СССР  М. Г. Первухин -  заместитель председателя Научно-технического совета (с 1949 по 1953 годы — член Научно-технического совета).
При создании советской атомной бомбы отвечал за работу первых предприятий по получению тяжёлой воды (исследования М. И. Корнфельда), фторида урана (VI) и других химических реагентов.
1 декабря 1947 года в связи с тяжёлой болезнью Б. Л. Ванникова назначен на должность первого заместителя начальника Первого главного управления при Совете Министров СССР, которую он занимал до 1 декабря 1949 года.
В августе 1949 года Председатель Государственной комиссии на испытаниях первой советской атомной бомбы «РДС-1» на Семипалатинском полигоне.
Совместно с И. В. Курчатовым и А. П. Завенягиным 17 апреля 1947 года (через 3 месяца после пуска первого советского ядерного реактора Ф-1) поставил вопрос перед руководством страны о необходимости начать разработку и реализацию проектов строительства электростанций, самолётов и морских судов с использованием атомной энергии.
Указом Президиума Верховного Совета СССР от 29 октября 1949 года «О присвоении звания Героя Социалистического Труда научным, инженерно-техническим и руководящим работникам научно-исследовательских, конструкторских организаций и промышленных предприятий» (с грифом: «Не подлежит опубликованию») «за исключительные заслуги перед государством при выполнении специального задания» генерал-лейтенанту инженерно-технической службы Михаилу Георгиевичу Первухину присвоено звание Героя Социалистического Труда с вручением ордена Ленина и Золотой медали «Серп и Молот».

## Трудовая деятельность после смерти Сталина
С марта 1953 года — одновременно: заместитель Председателя Совета Министров СССР, Председатель Бюро при Совете Министров СССР по химии и электростанциям, министр электростанций и электропромышленности СССР.
С декабря 1953 года по февраль 1955 года — Заместитель Председателя Совета Министров СССР и одновременно Председатель Бюро по энергетике, химической и лесной промышленности при Совете Министров СССР,
С февраля 1955 года по июль 1957 года — Первый заместитель Председателя Совета Министров СССР и одновременно с декабря 1956 года по май 1957 года — председатель Государственной экономической комиссии Совета Министров СССР по текущему планированию народного хозяйства.

Помню, …зампред Совмина Михаил Григорьевич Первухин вел комиссию по текущим делам. Рассматривался вопрос о завозе овощей в Москву. Первухин крепко отругал председателя Моссовета за плохую работу на этом направлении. После комиссии мне вдруг позвонил Хрущёв, который одновременно был секретарем ЦК и московского комитета партии: «Смиртюков? Ты там скажи Первухину, чтобы он соображал, можно критиковать руководителей Москвы или нельзя. Москва не простой город, и руководители здесь не простые».— из воспоминаний Михаила Смиртюкова, заместителя заведующего секретариатом Совета Министров СССР
С апреля по июль 1957 года — министр среднего машиностроения СССР
18 июня 1957 г. на заседании Президиума ЦК КПСС члены Президиума указали Н. С. Хрущеву на недопустимость принятия единоличных решений по ключевым направлениям государственной политики, игнорирования мнения других членов Президиума, пренебрежительных личных выпадов в их адрес, отход от ленинских принципов руководства. Большинство членов Президиума ЦК КПСС высказалось за освобождение Н. С. Хрущева от обязанностей 1 секретаря ЦК КПСС. М. Г. Первухин критиковал Н. С. Хрущева за единоличные решения о разукрупнении отраслей, переподчинение предприятий Совнархозам, лозунг «догнать и перегнать Америку к 1960 г. по производству мяса и молока на душу населения».
После Пленума ЦК КПСС 22 — 29 июня 1957 года и резолюции Пленума «Об антипартийной группе Маленкова, Кагановича и Молотова», М. Г. Первухин переведён в кандидаты в члены Президиума ЦК КПСС.
С июля по декабрь 1957 года — председатель Государственного комитета по внешним экономическим связям СССР.
С 1958 года по 1962 года — Чрезвычайный и полномочный посол СССР в Германской Демократической Республике.

Могила Первухина на Новодевичьем кладбище Москвы.

С 1963 по 1965 годы — начальник управления энергетики и электрификации Высшего совета народного хозяйства СССР,

С 1965 года до конца своей жизни — член коллегии Госплана СССР, начальник отдела территориального планирования и размещения производства, член всех государственный комиссий по приёму новых атомных электростанций (в числе которых Обнинская атомная электростанция), тесно сотрудничал с Министерством среднего машиностроения СССР, Институтом атомной энергии имени И. В. Курчатова и его директором — А. П. Александровым.
Н. К. Байбаков: «Первухин как один из заместителей главы правительства, кроме руководства Наркомхимпромом страны, в военные годы курировал, в частности, Наркомат электростанций, занимался распределением электроэнергетики. В 70-е годы он у меня в Госплане СССР был заместителем, возглавлял одно из управлений, со всеми республиками разрабатывал планы. Это был душевный человек, очень умный, опытный, знающий и сильный как руководитель.»
Избирался депутатом Верховного Совета СССР 2—4 созывов.
Жил в Москве, умер 22 июля 1978 года в кремлевской больнице в Москве, после инсульта, который случился на рабочем месте в Госплане СССР. Его секретарь вспоминала: — когда Михаила Георгиевича несли на носилках, он пытался дать ей свои распоряжения, чтобы работа не останавливалась, не осознавая, что говорить уже не мог.
Похоронен в Москве на Новодевичьем кладбище.

## Награды
- Герой Социалистического Труда (Указ Президиума Верховного Совета СССР от 04 ноября 1949 г.)
- Орден Ленина:
  - № 4501, апрель 1939 г. — за успехи в развитии энергетики;
  - № 47699, май 1944 г. — за выполнение заданий Правительства по поставкам химикатов для боеприпасов;
  - № 111910, октябрь 1949 г. — за выполнения задания по созданию атомной бомбы;
  - № 262734, октябрь 1952 г. — за достижения в трудовой деятельности и в связи с 50-летием;
  - № 422457
- Орден Октябрьской Революции (№ 36834)
- Орден Трудового Красного Знамени (№ 765.262724) — за перевыполнение производственной программы на Каширской ГЭС 1934 г.
- Медаль «За оборону Москвы» (Указ Президиума Верховного Совета СССР от 1 мая 1944г)
- Медаль «За победу над Германией в Великой Отечественной войне 1941—1945 гг.»
- Медаль «В память 250-летия Ленинграда» (Указ Президиума Верховного Совета СССР от 20 июля 1957г)
- Медаль «В память 800-летия Москвы» (Указ Президиума Верховного Совета СССР от 27 марта 1948г)
- Медаль «За безупречную службу» (Приказ Министерства обороны СССР № 69 от 22 января 1964г)
- Медаль «В ознаменование 100-летия со дня рождения Владимира Ильича Ленина» (Указ Президиума Верховного Совета СССР от 14 апреля 1970г)
- Юбилейная медаль «Тридцать лет Победы в Великой Отечественной войне 1941—1945 гг.» (Указ Президиума Верховного Совета СССР от 6 мая 1975г)

## Семья
- Отец — Георгий Семенович Первухин (1879—1927), рабочий -кузнец.
- Мать — Ольга Никоновна Первухина (1880—1959).
- Жена — Амалия Израилевна Мальц-Первухина (1900—1981), инженер-электрик, заместитель главного инженера Государственного треста «Оргрэс».
- Дочь — Кира (1930—2016) — историк, старший научный сотрудник ИРИ РАН[20].
- Брат — Александр (1900—1981), кандидат экономических наук, сотрудник Госплана[21].
- Брат — Василий (1907—2002), заместитель министра приборостроения СССР.
- Внучка — Ирина Сергеевна (Павлова) Савина (1953—2023).
- Внучка — Светлана Сергеевна Павлова.
- Правнук — Сергей Станиславович Савин.

## Память
- В Москве на доме № 3 по улице Грановского (ныне Романов переулок) установлена мемориальная доска М. Г. Первухину.
- 14 октября 1954 года в связи с награждением М. Г. Первухина орденом Ленина по случаю его пятидесятилетия, газета The New York Times охарактеризовала его как одного из девяти наиболее выдающихся организаторов промышленности в СССР[22].
- В Юрюзани на школе, в которой учился Михаил Первухин, установлена мемориальная доска. Мемориальная доска на школе, где учился Михаил Первухин в 1911-1918гг

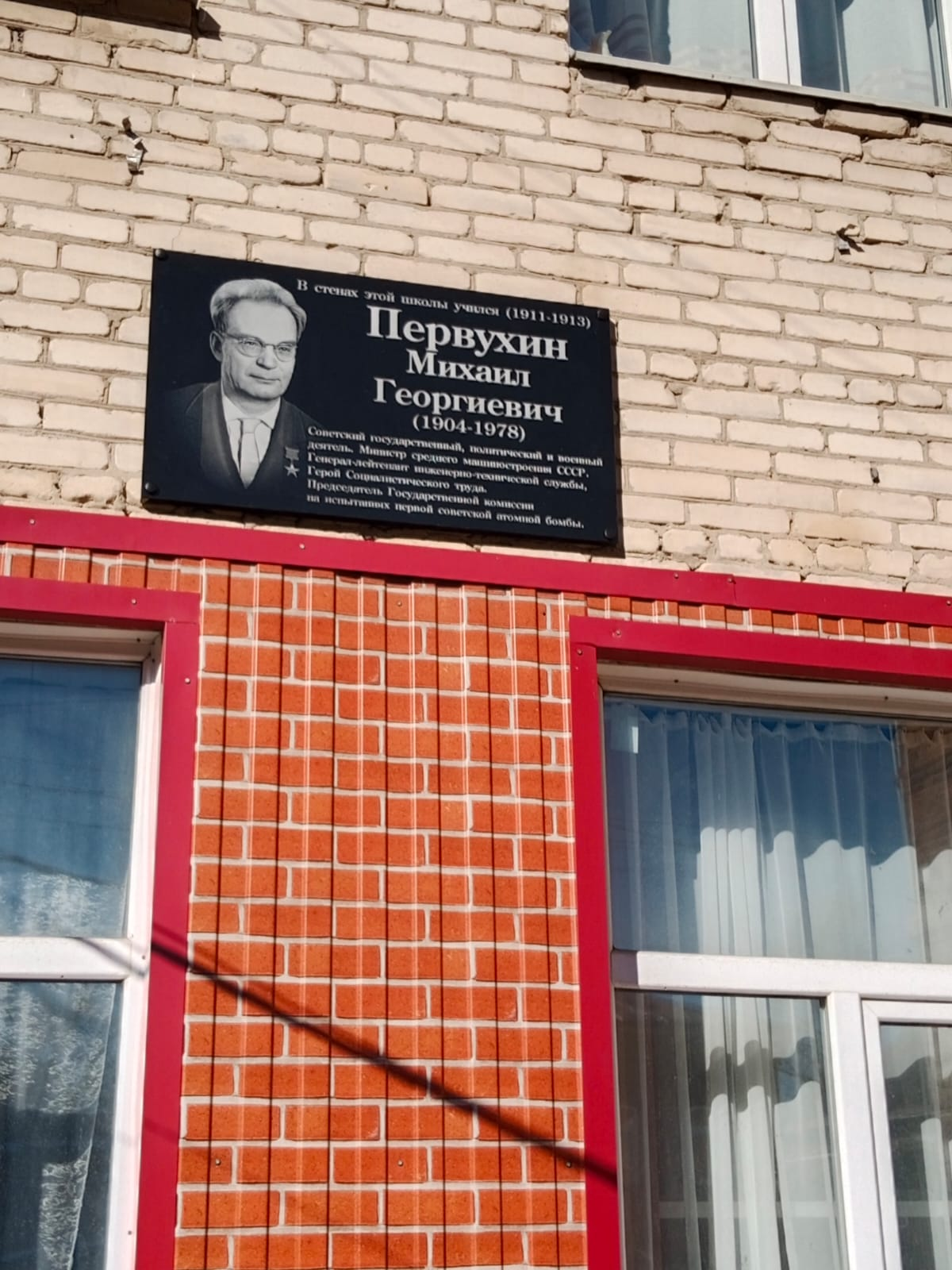
Мемориальная доска на школе, где учился Михаил Первухин в 1911-1918гг